# Rudiae
Rudiae est le nom latin (Ροδίαι en grec ancien) d'une ancienne cité de Messapie, en Italie du Sud. L'emplacement de l'antique Rudiae est identifié avec le site archéologique situé au lieu de Rusce, aujourd'hui englobé dans la commune de Lecce. Rudiae est surtout connu comme le lieu où est né en 239 av. J.-C. le poète latin Ennius.

## Localisation
Le site de Rudiae se trouve au sud-ouest de la ville de Lecce, le long de la Via San Pietro in Lama (qui conduit vers la commune de ce nom), principalement entre cette rue et la via Vecchia Copertino. Il est situé à un peu plus de 2 kilomètres du centre-ville, mais à l'intérieur du périphérique constitué par la Tangenziale Ovest di Lecce, dans une zone qui n'est pas encore urbanisée. Plusieurs noms de voies situées en direction de l'antique cité rappellent son nom (Via Rudiae, Piazzale Rudiae), ainsi que la Porta Rudiae, reconstruite au XVIIIe siècle.
L'humaniste Antonio De Ferrariis, dit le Galateo (1444-1517), qui était de la région de Lecce, fut le premier à proposer cette identification de la patrie d'Ennius ; il signale qu'il a vu à cet endroit des inscriptions, des vases, des traces de bâtiments et de tombes.

## Histoire
Le site de Rudiae a été occupé au moins depuis le VIe siècle av. J.-C., comme le montrent les nécropoles qui ont été retrouvées. La ville est florissante entre les Ve et IIIe siècles av. J.-C.. Les échanges avec le monde grec sont nombreux et les fouilles ont livré beaucoup de vases attiques à figures rouges.
En 267 av. J.-C., les Romains entament la conquête du Salento. Régulus prend Brindes. Les Salentins et les Messapes sont soumis en 266. Rudiae est donc romaine depuis presque trente ans lorsque le poète Ennius y naît en 239 av. J.-C.
Progressivement, Rudiae perdra de l'importance au profit de sa voisine immédiate, Lupiae (Lecce).

## Fouilles et vestiges archéologiques
Les vestiges de la cité de Rudiae comprennent : des restes des fortifications, un petit amphithéâtre, un nymphée, un petit édifice hellénistique sans doute à vocation cultuelle, une rue romaine dallée, deux hypogées messapiens.